# ICarly 2: iJoin the Click
Het computerspel iCarly 2: iJoin the Click (of iC2) is een spel gebaseerd op de televisieserie iCarly van Nickelodeon. Het spel is de opvolger van de originele iCarly-game.

## Gameplay
Spelers spelen als een nieuwe student aan Ridgeway High School, die vrienden wordt met Carly, Sam en Freddie op locaties uit de show, zoals de Groovie Smoothie, de Pacific Place Mall, en zelfs Carly's appartement. De gameplay van dit spel is niet hetzelfde als het origineel.